# Dinastia aiúbida
La dinastia aiúbida (àrab: الأيوبيون, al-ayyūbiyyūn; kurd: ئەیووبیەکان, Eyûbiyan) fou la primera dinastia del Soldanat d'Egipte, fundat per Saladí el 1171 després d'abolir el Califat Fatimita. Saladí, un musulmà sunnita d'orígens kurds, havia estat al servei de Nur-ad-Din Mahmud, atabeg de Síria, i havia dirigit el seu exèrcit contra els croats a l'Egipte fatimita, on fou nomenat visir. A la mort de Nur-ad-Din, Saladí fou entronitzat com a primer soldà d'Egipte i ben aviat expandí les fronteres del nou estat fins a abastar la major part del Llevant (incloent-hi l'antic territori de Nur-ad-Din), el Hijaz, el Iemen, el nord de Núbia, la Tripolitània, la Cirenaica, el sud d'Anatòlia i les terres ancestrals de la seva família kurda al nord de l'Iraq.

## Història
L'epònim de la família fou Ayyub ibn Xahdí ibn Marwan, que fou el pare de Najm-ad-Din Ayyub que junt amb el seu germà Àssad-ad-Din Xírkuh va rebre feus de Imad al-Din Zengi I, l'atabeg de Mossul. Després van combatre per Nur-ad-Din Mahmud ibn Zengi, fill de Zengi. Xírkuh i el fill de Najm-ad-Din Ayyub, el llavors jove però després famós Saladí, van conquerir Egipte (1169) per a l'atabeg zengita Nur-ad-Din Mahmud, establert ara a Damasc. Xírkuh va arribar a visir a la mort del que ocupava aquest càrrec, Xawar, però va morir al cap de pocs mesos(1169) i el va succeir el seu nebot Saladí.

### Saladí
El 1171 Saladí va deposar l'últim califa fatimita, i de mica en mica es va anar distanciant del seu sobirà. Quan Nur-ad-Din va morir el 1174, Saladí va declarar la guerra al seu jove fill As-Sàlih Ismaïl, i va prendre Damasc. Ismaïl va fugir a Alep, des d'on va continuar resistint a Saladí fins al seu assassinat el 1181. Posteriorment, Saladí prengué el control de la totalitat de Síria i va conquerir la regió d'Al-Jazira al nord d'Iraq. Però el seu èxit més gran va ser la victòria sobre els estats croats a la batalla de Hattin i la conquesta de Jerusalem el 1187. Saladí va morir el 1193, poc després d'haver firmat un tractat amb el rei d'Anglaterra Ricard Cor de Lleó pel qual retornava al control croat la franja costanera entre Ascaló i Antioquia.
Amb la mort de Saladí, els dominis estaven força dividits: al Iemen regnava el seu germà al-Aziz Tughtaguín que el 1181 havia succeït a un altre germà, al-Muàddham Turan-Xah; Damasc fou pel seu fill al-Àfdal; un altre fill, al-Aziz Uthman, va rebre Egipte; i un tercer, adh-Dhàhir, governava a Alep. Hamah era possessió del seu nebot Taqí-d-Din Úmar; a Homs governava el seu cosí al-Mujàhid ibn al-Qàhir, net de Xírkuh; i a Al-Jazira i Mayyafarikin governada el seu germà i degà de la família al-Àdil Abu-Bakr.

### Al-Àdil
Al-Àdil Abu-Bakr va eliminar els fills de Saladí i es va proclamar a Damasc (1196) i el Caire (1200); el 1200 va deixar als seus fills els governs de Damasc i Al-Jazira sota la seva autoritat. Després de 1201 va imposar vassallatge als prínceps d'Homs, Hamah i Alep. El terratrèmol de Síria de 1202 va causar 30.000 morts directes, nombrosos danys a Nablus, Damasc i Hama i fins a 1,1 milions incloent els morts per fam i les epidèmies per les riuades del Nil.
El 1204, buscant la pau, va cedir als croats tots els territoris costeners que havien perdut restaurant la continuïtat territorial croada. El 1207 el fill al-Àhwad ibn al-Àdil, que havia rebut el govern de la Djazira amb Mayyafarikin, va aprofitar els disturbis a Akhlat i es va apoderar dels dominis dels Xah-i Armin. Mort al-Àhwad el va succeir el seu germa al-Àixraf que governava el Diyar Mudar. Per aquesta zona els aiúbides es van expandir cap al Diyar Rabia i el Diyar Bakr. Un fet estrany es va produir al Iemen quan el sultà al-Mudhàffar Sulayman (1214 - 1215) es va proclamar com a califa descendent dels omeies i va desconèixer tota autoritat; enderrocat el 1215 al-Àdil hi va enviar al seu net (fill d'al-Kàmil) al-Massud ibn al-Kàmil (1215 - 1229) per evitar la pèrdua del territori.
A la mort d'al-Àdil I el 1218 els problemes van reaparèixer. De moment el seu fill gran i successor al-Kàmil ibn al-Àdil va encapçalar la família davant la presència dels croats a Damiata, però una vegada va passar el perill el seu germà al-Muàddham ibn al-Àdil es va començar a oposar a la seva hegemonia. Contra al-Kàmil d'Egipte els ortúkides del Diyar Bakr es van fer vassalls del sultà seljúcida de Rum o Konya, que havia iniciat una expansió cap a l'est, i, després del 1225, del xa de Coràsmia Jalal-ad-Din Mangubertí, que s'havia apoderat de Tabriz. Per evitar la guerra amb la sexta croada al-Kàmil va cedir Jerusalem, Natzaret, Betlem i alguns altres llocs a l'entorn (1228) a condició que aquests lloc no fossin fortificats i que hi fos garantida la llibertat de cultes.
El 1228 va morir al-Muàddham, però el seu lloc i posició política el va prendre el seu fill an-Nàssir Dawud. Al-Kàmil el va foragitar de Damasc amb l'ajut del seu germà al-Àixraf de la Djazira, Diyar Mudar i Akhlat, al qual va cedir Damasc (1229), mentre Dawud era relegat a Kerak. Per un temps al-Kàmil fou altre cop el cap de família reconegut per tothom. El xa de Coràsmia es va acostar a la Djazira i va assolar Akhlat el 1229, i va seguir cap al sultanat de Rum, però aquest va rebre el suport d'al-Àixraf, l'aiúbida de la Djazira i Akhlat ara nomenat per Damasc, i el va poder derrotar a Erzindjan el 1230. Al-Kàmil en venjança per les aliances dels ortúkides amb el xa de Coràsmia, els va arrabassar Amida i Hisn Kayfa (1232-1233). El 1233 una coalició de tots els principats aiúbides va envair el sultanat seljúcida. L'emir ortúkida de Khartpert va participar com a vassall d'al-Kàmil en la batalla contra els seljúcides de Konya el 1234, i vencedors aquests darrers, Khartpert fou ocupada pel seljúcides que van arribar també fins a les runes d'Akhlat (que van ocupar). En aquest temps (1232) els aiúbides foren suplantats al Iemen pels Rassúlides, sorgits de la seva pròpia oficialitat i continuadors de les mateixes tradicions.
El conflicte va semblar amenaçar entre al-Kàmil i al-Àixraf però aquest darrer va morir el 1237. Va deixar Damasc al seu germà as-Sàlih Ismaïl ibn al-Àdil però aquest en fou expulsat. Al-Kàmil va morir a l'any següent (1238) i la unitat familiar va morir amb ell. Un fill seu (el gran as-Sàlih Ayyub ibn al-Kàmil) havia rebut el feu de Hisn Kayfa mentre que havia estat designar successor el fill petit al-Àdil II ibn al-Kàmil, però aquest no va tenir prou suports i molts dignataris i amirs van cridar as-Sàlih Ayyub d'Hisn Kayfa. No va haver de lluitar sol contra el seu germà sinó contra as-Sàlih Ismaïl, antic sultà de Damasc que va recuperar el poder. El 1241 els seljúcides van ocupar Amida. Els francs van donar suport a as-Sàlih Ismail i al seu aliat an-Nàssir Dawud de Kerak.

### As-Sàlih Ayyub ibn al-Kàmil
El 1245 as-Sàlih Ayyub s'havia imposat a Damasc, a més d'Egipte. El vencedor però no confiava en els kurds i va omplir l'exèrcit d'esclaus turcs, especialment d'antics servidors del xa de Coràsmia que s'havien quedar sense feina després del 1231. Els esclaus turcs van ser contractats per a l'exèrcit a Egipte, mentre que els turcs que havien servit el xa de Coràsmia ho foren al Diyar Mudar per servir a les lluites a Síria. El 1249 as-Sàlih Ayyub va morir a mans dels mamelucs de Bàybars, poc després de vèncer a la batalla de Mansura durant la Setena Croada de Lluís IX de França.

### Conquesta dels mongols
A as-Sàlih Ayyub el va succeir el seu fill Turan-Xah ibn as-Sàlih Ayyub que al cap d'uns mesos fou mort per les tropes. Encara alguns fills van seguir governant fins al 1259 quan els sultans aiúbides foren substituïts pels sultans mamelucs anomenats Bahriyya derivat de tenir el seu quarter a una illa del riu (Bahr) Nil. Àybak Izz-ad-Din fou primer atabeg i finalment es va proclamar sultà.
Després del 1249 Àybak, amb la mediació del califa, va fer saber al príncep d'Alep An-Nàssir Yússuf ibn al-Aziz (1236 - 1260) que el considerava el cap de família i que la Síria li pertanyia sencera doncs s'acontentava amb Egipte. La caiguda de Bagdad a mans dels mongols el 1258, seguida de les d'Alep (1260), Damasc (1260), Mayyafarikin (1260) i altres va obligar els mamelucs a passar a Síria. La batalla d'Ayn Djalut en què un petit exèrcit mongol fou derrotat per una gran força dels mamelucs egipcis, va costar la vida a an-Nàssir Yússuf d'Alep, que havia estat fet presoner pels mongols i que va ser objecte de la represàlia. L'exèrcit mameluc va ocupar tot Síria i també Kerak (1262); el principat aiúbida que fins al 1248 havia pertanyut a an-Nàssir Dàwud fou annexionat pel seu valor estratègic; igualment ho fou Homs el 1264. Únicament Hamah es va mantenir, però a canvi d'una submissió absoluta al sultà mameluc. La branca de Hisn Kayfa va sobreviure dos segles més com a vassalla dels mongols, reduïda a una petita senyoria local. Al segle xv fou annexionada pels Aq Qoyunlu.

## Administració
Els aiúbides eren una federació familiar; tots els prínceps reconeixien l'autoritat superior d'un d'ells. Els grans feus estaven o es donaven a prínceps de la sang (directes) i dins els grans feus o principats, al seu torn, es tornaven a repartir feus als prínceps menors de la branca o de vegades també als alts comandaments militars. En absència dels prínceps governava un nàïb (delegat), especialment a Egipte, generalment escollit entre els servents més propers.
L'administració corresponia al príncep. Tots els prínceps d'Egipte i Damasc portaven el títol de sultans i generalment el de màlik; els prínceps menors portaven el de màlik, equivalent a emir, i només en alguns casos van usar el de sultà. Al seu costat hi havia generalment un visir. Els prínceps menors orfes tenien un atabeg o regent. Cada príncep tenia un ustadar o cap militar de la branca.
A més dels prínceps l'administració la portaven els diwans, sent els principals càrrecs el de diwan al-juyuix encarregat dels afers militars, que s'ocupava de les iqtàs militars, és a dir els feus concedits a alts càrrecs militars; el diwan de fiances que s'ocupava de tots els afers financers; i el diwan al-inxà, encarregat de la cancelleria, correspondència i relacions diplomàtiques. El personal administratiu solia ser nadiu

## Genealogia
- Najm-ad-Din Ayyub (mort 1173)
  - Saladí (Salah al-Din) (visir d'Egipte 1170-1171, visir i emir 1170-1174, sultà 1174-1193)
    - adh-Dhàhir ibn Salah-ad-Din (Alep 1186-1216)
      - al-Aziz ibn adh-Dhàhir (Alep 1216-1236)
        - an-Nàssir Yússuf ibn al-Aziz (Alep 1236-1260)

    - al-Àfdal ibn Salah-ad-Din (Damasc 1193-1196) (Samòsata 1196-1225)
    - al-Aziz ibn Salah-ad-Din (Egipte 1193-1198)
      - al-Mansur ibn al-Aziz (Egipte 1198-1200)

  - al-Àdil I ibn Ayyub (Djazira 1171-1196, Alep 1183-1186, Damasc 1196-1218, Egipte 1200-1218)
    - al-Kàmil ibn al-Àdil (Egipte 1218-1238, després també Damasc 1238-1239)
      - al-Àdil II ibn al-Kàmil (Egipte 1238-1240)
        - Mussa al-Múghlib (Kerak 1249-1262)

      - as-Sàlih Ayyub ibn al-Kàmil (Hisn Kayfa 1233-1249, després Egipte 1240-1249 i Damasc 1239 i 1245-1249)
        - Turan-Xah ibn as-Sàlih Ayyub (Hisn Kayfa i Egipte 1249-1250) > Dinastia aiúbida d'Hisn Kayfa (fins al segle xv)

      - al-Massud Yússuf ibn al-Kàmil (Iemen 1215-1229)
        - al-Àixraf ibn al-Massud (Egipte 1250-1254, nominal)

    - al-Muàddham ibn al-Àdil (Damasc 1218-1227)
      - an-Nàssir Dawud ibn al-Muàddham (Damasc 1227-1229, després Kerak 1229-1248)
        - al-Muàddham Issa (Kerak 1248-1249)

    - as-Sàlih Ismaïl ibn al-Àdil (Damasc 1237 i 1239-1245)
    - al-Àixraf ibn al-Àdil (Djazira i Diyar Mudar 1200-1229, després també Akhlat 1211-1229, i després Damasc 1229-1237)
    - al-Àhwad ibn al-Àdil (Mayyafarikin 1200, després també Akhlat 1207-1211)
    - Xihab-ad-Din Ghazi ibn al-Àdil (Mayyafarikin 1211-1245)
      - al-Kàmil ibn Xihab-ad-Din (Mayyafarikin 1245-1260)

  - al-Aziz Tughtaguín ibn Ayyub (Iemen 1181-1197)
    - Ismaïl ibn Tughtaguín (Iemen 1197-1202)
    - an-Nàssir ibn Tughtaguín (Iemen 1202-1214)

  - al-Muàddham Turan-Xah ibn Ayyub (Iemen 1173-1181)
    - Farruk-Xah ibn Turan-Xah
      - al-Àmjad Bahram-xah

  - Xahan-Xah ibn Ayyub 
    - al-Mudhàfar Taqi-d-Din Úmar ibn Xahan-Xah (Hamah 1178-1191) 
      - Xahan-Xah ibn Taqi-d-Din Úmar ibn Xahan-Xah
      - al-Mansur Muhàmmad ibn Taqi-d-Din Úmar (Hamah 1191-1221)
        - al-Mudhàffar Sulayman ibn Taqi-d-Din Úmar (Iemen 1214-1215, Hamah 1229-1244)
          - al-Mansur ibn al-Mudhàffar (Hamah 1244-1284)
            - al-Mudhàffar ibn al-Mansur (Hamah 1284-1299)

          - al-Àfdal ibn al-Mudhàffar
            - al-Muàyyad Abu-l-Fidà (Hama, xeic 1310-1314, xeic hereditari 1314-1320, emir 1320-1331)
              - al-Àfdal ibn Abi-l-Fidà (Hama 1331-1334)

        - an-Nàssir Kilij Arslan ibn Taqi-d-Din Úmar (Hamah 1221-1229)

      - Àhmad ibn Taqi-d-Din Úmar (+ 1177)
- Xirkuh (mort 1170, visir d'Egipte 1169-1170)
  - al-Qàhir ibn Xirkuh (Homs 1178-1186)
    - al-Mujàhid ibn al-Qàhir (Homs 1186-1240)
      - al-Mansur ibn al-Mujàhid (Homs 1240-1246)
        - al-Àixraf ibn al-Mansur (Homs 1248-1260 o 1261)
          - as-Sàlih ibn al-Àixraf (Homs 1260-1263 o 1266)